# Olympische Jugend-Sommerspiele 2014/Teilnehmer (Burundi)
| Gelbes Symbol für Goldmedaillen mit stilisierten Olympischen Ringen | Graues Symbol für Silbermedaillen mit stilisierten Olympischen Ringen | Braundes Symbol für Bronzemedaillen mit stilisierten Olympischen Ringen |
| ------------------------------------------------------------------- | --------------------------------------------------------------------- | ----------------------------------------------------------------------- |
| —                                                                   | 1                                                                     | —                                                                       |

Die Jugend-Olympiamannschaft aus Burundi für die II. Olympischen Jugend-Sommerspiele vom 16. bis 28. August 2014 in Nanjing (Volksrepublik China) bestand aus acht Athleten.

## Athleten nach Sportarten

### Beachvolleyball
Jungen
- Bosco Ndayishimiye
- Fiston Niyongabo
31. Platz

### Leichtathletik
| Mädchen - Cavaline Nahimana 300 m: 5. Platz 8 × 100 m Mixed: 11. Platz - Francine Niyomwungere 1500 m: 9. Platz 8 × 100 m Mixed: 44. Platz | Jungen - Rodrigue Biziyaremye 1500 m: 7. Platz - Thierry Ndikumwenayo 3000 m: Silber 8 × 100 m Mixed: 47. Platz - Amedee Manirakiza 2000 m Hindernis: 4. Platz 8 × 100 m Mixed: Silber |

### Tennis
Jungen
- Guy Orly Iradukunda
Einzel: 1. Runde
Doppel: 1. Runde (mit Lloyd Harris  Südafrika)
Mixed: 1. Runde (mit Lesedi Jacobs  Namibia)